# 窪田光家
窪田 光家（くぼた みついえ）は、室町時代後期から戦国時代にかけての武将。通称は孫五郎、内膳助。木沢長政の筆頭与力。

## 概要
光家は享禄4年（1531年）には木沢方から半済の放状を得た大徳寺から「奏者」として礼銭を贈られている。また、天文2年（1533年）に西山四郎兵衛尉ととも連署して木沢長政の副状を発給していることから、長政に早くから与力として仕えていたとわかる。この書状以降は孫五郎ではなく内膳助を名乗っている。そして、天文7年（1538年）11月に本願寺の証如が長政の同名・与力衆に酒肴を贈っているが、光家は長政の弟である木沢中務大輔と同等の酒肴が贈られている上、長政ではなく光家に対して送られた書状も複数存在する。それらのことから、光家は長政方が政治的判断を下す上で重要な立ち位置にいたことがわかる。
一族には窪田豊前入道家利がおり、光家と共に畠山在氏の被官の家格にあった。家利は史料によって堺との関係が明らかになっており、堺北荘政所であった西山四郎兵衛尉（西山氏）のように、長政の急成長には堺商人の経済的な支援があったと考えられる。